# منوپلین دو تمپل
منوپلین دو تمپل (به انگلیسی: Du_Temple_Monoplane) یک هواگرد ملخ‌پیشین تک‌موتوره است. هواگرد مونو پلین نخستین پروازش را در ۱۸۷۴ میلادی انجام داد. در مجموع، تعداد ۱ فروند از این هواگرد ساخته شده‌است.